# 张尔昌
张尔昌（Gladstone Charles Fletcher Porteous，1874年—1944年11月），是一位澳洲籍新教传教士，於1904年被中國內地會派往中国云南传教。他是一位專業《聖經》譯者，設計了彝语北部方言的拼音字母，並將《新約聖經》譯成數個中國方言版本。

## 早期生涯
张尔昌原名格拉德斯通·查尔斯·弗莱彻·波蒂厄斯（Gladstone Charles Fletcher Porteous），在澳洲维省的卡根漢姆镇（Carngham）的一个英国移民家庭出生。他的父亲约翰·邓普西-波蒂厄斯（John Dempsey-Porteous）是携妻帶子从苏格兰格拉斯哥迁来的。

## 洒普山
张尔昌青年时加入了英国内地会，並在位于墨尔本郊区里奇蒙的里霍博斯傳教士學院（Rehoboth Missionary College）接受培训。之後，张尔昌受内地会派遣，于1904年10月抵达廣州。於1906年，被內地會指派到雲南武定县洒普山傳教，張爾昌於大約1915年抵達洒普山。在此期間，張爾昌一邊學習中文，一邊憑藉著醫學知識和帶來的醫學儀器，爲當地苗人治病。他的朋友們都稱张尔昌為「格拉迪」波蒂厄斯（"Gladdie" Porteous）。

## 撒老坞
1920年，張爾昌從洒普山輾轉到禄劝县撒营盘镇的撒老坞村（又叫撒老乌或上罗婺），创办了纳苏颇（彝族的一支）教会撒老坞总堂（也叫撒老乌总堂）。在撒老坞期间，张尔昌学会一口流利的纳苏颇彝语。在苗人信徒李發獻等人协助下，张尔昌利用柏格理苗文字母，創製了一套柏格理彝文（也叫黑彝文），並將《聖經·新約》全书翻譯成此种彝文，供纳苏颇彝族教会使用。而後他又翻譯了幾首讚美詩。
後來，张尔昌和米妮·波蒂厄斯（Minnie Porteous）結婚，並育有三名子女：露絲·凱瑟琳（Ruth Catherine）、克莉絲汀·奧利弗（Christine Olive）和斯坦利·約翰（Stanley John，二戰期間在澳大利亞皇家空軍時戰死）。

## 死亡
於1944年11月10日，70歲的張爾昌因斑疹傷寒病發，死于撒老坞，葬于撒老坞总堂旁。當地教會成員為他豎立了一塊墓碑，而其中的成員事後描述製作墓碑時的情況：
|  | 「我們的父親去世時，一塊大石板被人們切開，而人們則透過使用令人筋疲力盡，但成效令人驚訝的磨石方法來將大石板的表面拋光。然後，牧師在大石板上鑿上由三種語言組成的碑文—英文、彝文和中文，而石頭則被豎立在這些基督徒的墳墓上。" |

在张尔昌逝世時，已有約2萬名彝族人成為了新教徒。現在，約有4萬名彝族人是新教徒。其墓碑在文化大革命時遭到破壞，而文革後當地人重新豎立了另一塊墓碑。